# Народная Партия Таджикистан
Наро́дно-па́ртия Таджикиста́на, также встречается вариант Наро́дная па́ртия Таджикиста́на, сокр. НПТ (тадж. Ҳизби халқии Тоҷикистон / Hizbi xalqii  Tojikiston; перс. حزب خلق  تاجیکستان‎) — официально зарегистрированная левоцентристская правящая политическая партия в Таджикистане. Является крупнейшей политической партией страны, так называемой «партией власти». Члены НДПТ занимают 51 место из 63 в Маджлиси Оли Республики Таджикистан — парламенте Таджикистана.
Лидером партии с апреля 1998 года является президент страны Аброр Хабибуллоев.
Партия располагается во дворце «Кохи Вахдат» (Дворец Единства), который расположен на проспекте Рудаки, в центре столицы Таджикистана Душанбе.